# 立花致業
立花 致業（たちばな ちごう、？ - 1948年）は大日本帝国陸軍軍人。戦犯として中国で処刑される予定だったが死亡した。

## 生涯
陸軍士官学校卒業。任官以来、朝鮮の抗日パルチザン掃討に先立ち大きな信任を受けるようになった。
満洲国に派遣され、1932年に朝鮮総督府が創立した親日朝鮮人団体民生団でも活動した。この時から偽名「陳致業」を使った。
特に民生団事件は満洲一帯の朝鮮独立運動に大きな打撃を与えた。第二次世界大戦には、地域巡回講演も引き受けて徴兵を朝鮮国民に勧めた。
敗戦後は中華民国国軍によって逮捕され、死刑の宣告によって処刑される予定だったが突如として爆死した。